# جوزيف يبر
جوزيف يبر (بالإنجليزية: Joseph Weber)‏ (و. 1919 – 2000 م) هو فيزيائي، وأستاذ جامعي من الولايات المتحدة الأمريكية . ولد في باترسون . ويحمل رتبة عسكرية lieutenant commander .
توفي في بيتسبرغ (بنسيلفانيا)، عن عمر يناهز 81 عاماً.

## التعليم
تعلم في الجامعة الكاثوليكية الأمريكية

## الخدمة العسكرية
خدم في بحرية الولايات المتحدة.

## جوائز
حصل على جوائز منها:
- زمالة غوغنهايم.